# Rivalités de la LNH
 (avril 2017).
Si vous disposez d'ouvrages ou d'articles de référence ou si vous connaissez des sites web de qualité traitant du thème abordé ici, merci de compléter l'article en donnant les références utiles à sa vérifiabilité et en les liant à la section « Notes et références ».
Les rivalités dans la Ligue nationale de hockey (LNH) sont présentes entre de nombreuses équipes et villes mais les rivalités les plus importantes opposent :
- les Bruins de Boston aux Canadiens de Montréal ;
- les Maple Leafs de Toronto aux Canadiens de Montréal ;
- les Rangers de New York aux Islanders de New York ;
- les Oilers d'Edmonton aux Flames de Calgary.

Depuis le retour d'une équipe à Ottawa, une vieille rivalité a resurgi (la Bataille de l'Ontario) entre les Maple Leafs de Toronto et les Sénateurs d'Ottawa.
Au sein de la division Métropolitaine, les Flyers de Philadelphie, les Rangers de New York et les Devils du New Jersey se disputent régulièrement le premier plan.

## Entre lessix équipes originales
À l'époque des « six équipes originales », les équipes se rencontraient bien plus souvent qu'actuellement et les rencontres étaient souvent minées par des rivalités entre les joueurs. Les effectifs des équipes n'évoluant alors pas beaucoup les rivalités entre joueurs et équipes avaient la vie longue. Les rivalités les plus fortes étaient entre : 
- Blackhawks de Chicago - Red Wings de Détroit
- Red Wings de Détroit - Maple Leafs de Toronto
- Maple Leafs de Toronto - Canadiens de Montréal
- Canadiens de Montréal - Bruins de Boston
- Bruins de Boston - Rangers de New York

### Rivalité entre Bruins et Canadiens
La rivalité Bruins-Canadiens est une rivalité de la Ligue nationale de hockey entre les Bruins de Boston et les Canadiens de Montréal, deux des six équipes originales (Original Six) de la ligue.  Elle est considérée comme l'une des plus chaudes, en particulier parce que ces deux équipes se sont plus rencontrées que n'importe quelle autre équipe existante dans l'histoire de la LNH. La rivalité penche en faveur des Canadiens qui ont remporté les 3/4 des matchs les opposant aux Bruins en séries éliminatoires et toutes les finales de coupe Stanley les opposant. Depuis la saison 1924-1925 (et avant la saison 2005-2006), les Canadiens ont remporté 310 matchs, les Bruins 250 et ils se sont séparés sur un score de parité à 105 reprises.
Dans les années 1950, les Canadiens ont remporté la coupe Stanley 3 fois aux dépens des Bruins. Durant les séries de 1952, en demi-finale, Maurice Richard fut assommé lors du 7e match mais put revenir au jeu et inscrire le but vainqueur. Une des photos les plus célèbres de la LNH est celle de Richard et du gardien des Bruins « Sugar » Jim Henry se serrant la main à l'issue de séries, Richard ayant une coupure au-dessus de l'œil, tandis qu'Henry avait un œil poché.
Le 13 mars 1955, l'étoile montréalaise Maurice Richard reçut une pénalité de match et fut suspendu pour le reste de la saison pour une blessure volontaire sur Hal Laycoe dans un match contre les Bruins. Laycoe avait touché Richard à la tête avec sa crosse quelques instants plus tôt mais aucune pénalité n'avait été appelée. Quand Richard vit le sang, il se dirigea vers Laycoe qui lâcha les gants pour se battre. L'incident fut amplifié quand Richard tenta d'attaquer Laycoe avec son bâton et s'en prit au juge de ligne Cliff Thompson qui tentait de l'en empêcher. La suspension coûta probablement le titre à Montréal et le trophée Art-Ross à Richard.
Bien que jouant depuis longtemps l'une contre l'autre, les 2 équipes devinrent vraiment rivales à partir des années 1970, quand les deux étaient chaque année de sérieuses concurrentes. En 1971, malgré la 1re place de la ligue des Bruins et les nombreux records de leurs joueurs, il perdirent au 1er tour contre les Canadiens en 7 rencontres, le moment clé de la série étant le match 2 où les Bruins menaient 5-1 avant de perdre 5-7. Ils remportèrent la coupe la saison 1971-1972 de la LNH mais perdirent à nouveau contre les Canadiens en 1977 et 1978. 
Le plus grand moment dans l'histoire de la rivalité fut probablement le match 7 de la demi-finale 1979, (le terme finale de conférence Wales/Campbell fut utilisé de 1982 à 1993). Après une série où chaque équipe gagna ses matchs à domicile, les Bruins menaient 4 minutes avant la fin du 7e grâce à un but de Rick Middleton que Ken Dryden cita plus tard comme le plus beau but qu'il ait jamais inscrit. Cependant, après une pénalité mineure de banc des Bruins pour trop de joueurs sur la glace, Guy Lafleur égalisa sur l'avantage numérique qui suivit et Montréal gagna en prolongation, grâce au but d'Yvon Lambert, qui est considéré comme un des plus beaux buts de l'histoire.  L'entraîneur des Bruins était Don Cherry, et il n'a jamais digéré cette défaite. Cette victoire permit à Montréal d'aller en finale de la coupe Stanley et de la remporter pour la 4e année consécutive.
La rivalité continua dans les années 1980. En 1988, les Bruins gagnèrent enfin une série contre les Canadiens au Forum de Montréal dans leur chemin vers la finale. L'année suivante, les Canadiens prirent leur revanche pour échouer eux aussi en finale.
En 1990, grâce au gardien Andy Moog, les Bruins éliminèrent enfin les Canadiens pour la 1re fois au Boston Garden depuis 1943. Ils remportèrent aussi les confrontations en séries en 1991 et 1992, la dernière sur le score de 4-0. 
En 1994, les Canadiens étaient champions en titre mais furent éliminés au 1er tour par les Bruins. Le fait notable de cette série aux yeux des amateurs des Canadiens fut l'absence du gardien de but étoile Patrick Roy lors du match 3 en raison d'une appendicite et son retour, ayant réussi à convaincre les médecins, pour le match 4 et une victoire par 5-2 et 39 tirs bloqués.
Les Bruins furent battus au 1er tour des séries des saisons 2002 et 2004 ce qui continua l'animosité, surtout parce qu'à chaque fois, ils étaient les favoris. En 2002, ils avaient terminé au premier rang, alors qu'en 2004, ils s'étaient classés deuxième.  Un moment historique est survenu en 2004, alors que les Canadiens ont réussi à faire basculer une série qu'ils perdaient 3-1 pour la première fois de leur histoire. Ce fut la fin de leur gardien vedette Raycroft, qui ne s'en est jamais tout à fait remis.
En 2008, un nouvel épisode est venu marquer cette éternelle rivalité. Lors du premier tour éliminatoire des séries de la Coupe Stanley, les Bruins qui perdent 3 matchs à 1, remportent les deux matchs suivants pour forcer la tenue d'un ultime match au Centre Bell. Les Canadiens remportent le dernier match 5-0 et se qualifient.
En 2009, l'éternelle rivalité Bruins-Canadiens ressurgit au premier tour des séries. Boston caracole en tête de la conférence Est, alors que Montréal ne se qualifie que d'extrême justesse. Les deux équipes se retrouvent donc au premier tour et les Bruins, largement favoris, battent les Canadiens en quatre manches sèches. Montréal subit son premier balayage au premier tour des séries éliminatoires de toute son histoire.
En 2011, les deux équipes s'affrontent encore au premier tour des séries. Boston a fini troisième dans la conférence Est et Montréal sixième. Les deux équipes comptent sur la présence du gardien Tim Thomas chez les Bruins et de Carey Price chez les Canadiens qui sont classés parmi les meilleurs gardiens de la LNH en 2010-2011. Les Bruins s'imposent finalement en 7 match en prolongation sur un but de Nathan Horton.

## Rivalité entre Flyers et Rangers
Les Flyers de Philadelphie et les Rangers de New York se sont rencontrés à dix reprises au cours des séries éliminatoires de la Coupe Stanley avec l'avantage pour les Flyers (6 séries gagnées). 
Les Rangers se sont mis en 1973-1974 sur le chemin des Broad Street Bullies vainqueurs après coup de la Coupe Stanley. La série entre les deux équipes dura sept matchs et les Rangers provoquèrent leur propre perte en subissant une pénalité pour surnombre alors que leur gardien rejoignait le banc pour faire rentrer un joueur supplémentaire.
En 1986, les Rangers éliminent au premier tour des séries les Flyers alors que ces derniers sont finalistes de la Coupe Stanley en 1985 et 1987.
Les deux équipes se rencontrent ensuite lors des séries de 1995 et de 1997, les deux séries tournant à l'avantage des Flyers. En 1995, les Rangers, champions en titre, se font écraser 4 matchs à 0 par leurs rivaux au second tour.
En 1997, les deux équipes s'opposent en finale de la conférence Est et les Flyers la remportent 4 matchs à 1. Ce fut la dernière fois que les Rangers accédèrent aux séries avant la saison 2005-2006 de la LNH et le dernier match de séries de Wayne Gretzky et de Mark Messier de leur histoire de joueur.
Un autre sujet de rivalité entre les deux équipes date de 1992 et concerne les droits pour avoir Eric Lindros et enfin le transfert de ce même Lindros des Flyers aux Rangers en 2001.

## Rivalité entre Devils et Flyers
La rivalité entre les Devils et les Flyers remonte à leur première rencontre en séries en 1995 alors que les Devils éliminent les Flyers en finale de la conférence est 4 matchs à 2.
Les deux équipes se retrouvent en 2000 encore une fois lors de la série finale de la conférence. Les Flyers dominent les Devils 3 matchs à 1 mais se font remonter en perdant 2 matchs dans leur patinoire à Philadelphie. Au cours du match no 7, qui est le dernier match de Lindros sous les couleurs des Flyers, celui-ci reçoit une mise en échec puissante de Scott Stevens qui lui cause un traumatisme crânien. Les Devils battront finalement les Flyers puis les Stars de Dallas et gagneront la Coupe Stanley.
Il faut attendre les séries de 2004 pour voir les Flyers l'emporter sur les Devils, champions en titre, sur le score de 4 à 1 au premier tour des séries.
La rivalité est d'autant plus présente dans le New Jersey où le nord de l'État supporte les Devils alors que les Flyers ont le soutien du sud du New Jersey.

## Rivalité entre Devils et Rangers
Malgré l'avantage en faveur des Devils dans les séries éliminatoires sur les Rangers depuis les années 1990, les trois premières confrontations tournèrent toutes en faveur des Rangers. La première confrontation eu lieu au printemps 1992 alors que les Rangers champion de la saison régulière survécurent à une série en sept matchs.
Les plus grands moments de la rivalité se déroulèrent en finale de la conférence en 1994, une série de rencontres qui est aujourd'hui une des plus formidables de l'histoire de la ligue. Tout d'abord les deux équipes finirent dans les meilleures de la saison avec 112 points pour les Rangers et 106 pour les Devils et de plus au cours de la saison, les Rangers gagnèrent les six confrontations avec les Devils. Malgré les chiffres parlant contre les Devils, ils balayèrent l'idée d'une victoire sans partage des joueurs de New York dès le premier match de la série avec un match qui alla en double prolongation et gagné par un but de Stéphane Richer. Pour le match 2, les Rangers « blanchirent » leur adversaire à l'extérieur puis gagnèrent le match suivant grâce à Stephane Matteau inscrivant le but de la victoire au bout de la seconde prolongation. Les matchs 4 et 5 tournèrent à l'avantage des Devils et le match 6 allait se tenir sur la glace de New Jersey. Avant le match, Mark Messier capitaine emblématique des Rangers déclara qu'ils allaient gagner le match et inscrivit un coup du chapeau au cours du match obligeant les Devils à se déplacer pour le dernier match de la série au Madison Square Garden. Encore une fois, Stephane Matteau délivra les Rangers en double prolongation et leur permit de continuer leur route pour la suite des séries (les Rangers gagnèrent d'ailleurs la Coupe Stanley cette année-là).
En 1997, une fois de plus les Devils ont buté sur les Rangers (qui ont perdu après en finale de conférence). Même si sur la saison, les Devils avaient une meilleure fiche que les Rangers, les Devils ne marquèrent que cinq buts au cours des rencontres (avec deux défaites sans aucun but marqué).
À la fin des années 1990 et début du nouveau siècle, les joueurs du New Jersey ont dominé les Rangers et eurent même pendant un certain temps une série sans défaite de près de quatre saisons (du 17 février 1997 au 31 mars 2001).
Au cours des séries de 2006, les Devils ont éliminé les Rangers en 4 matchs marquant 17 buts contre 4.
Les deux équipes se retrouvent en première ronde des séries en 2008. Les Rangers, qui avaient remporté sept des huit confrontations contre les Devils au cours de la saison régulière, s'imposent facilement en cinq matchs. Cette série est surtout marquée par l'attitude de Sean Avery (des Rangers) qui, lors du troisième match, s'est posté devant le gardien Martin Brodeur afin de le déconcentrer.
La rivalité entre les deux équipes a été illustrée dans la série Seinfeld au cours de l'épisode The Face Painter dans lequel David Puddy, fan inconditionnel des Devils, va avec ses amis fans des Rangers assister à un match au Madison Square Garden, le visage peint en rouge.

## Rivalité entre Islanders et Rangers
La création des Islanders de New York est à mettre en parallèle avec la création des Flames d'Atlanta. La World Hockey Association récemment fondée à la fin de l'année 1972, prévoyait l'installation d'une équipe dans le Nassau Veterans Memorial Coliseum, nouvel espace apte à accueillir des matchs de Hockey, dans le district new-yorkais de Nassau. L'AMH avait le même projet pour la ville d'Atlanta récemment pourvue de l'Omni Coliseum.
La Ligue Nationale de Hockey ne voulait cependant pas créer de rivalité au sein de la ville de New York et l'installation d'une équipe à Atlanta impliquait un développement du hockey sur glace vers le sud alors considéré comme un sport nordique. La LNH céda et deux nouvelles équipes furent créées. La toute naissante franchise des Islanders de New York devait cependant s'acquitter d'un loyer de 4 millions de dollars à la franchise voisine des Rangers de New York.
À noter que les Islanders et les Rangers jouent tous deux dans la conférence Est, qui plus est dans la division Atlantique ce qui induit un grand nombre de confrontations en saison régulière. Les autres équipes new-yorkaises évoluant dans les ligues majeures d'autres sports, les Yankees et les Mets pour le baseball ainsi que les Jets et les Giants pour le football américain ne sont pas dans la même conférence ce qui leur donne moins d'occasions de se confronter.
En 1975, les Islanders ont participé pour la première fois aux séries de la Ligue Nationale de Hockey, affrontant au premier tour les Rangers au meilleur des trois matchs. Après avoir partagé les deux premiers matchs avec leurs adversaires, les Islanders remportèrent le troisième et la série grâce à un but de J.P. Parise marqué après 11 secondes de jeu en prolongation. Les deux équipes se rencontrèrent de nouveau en séries éliminatoires en 1979, et cette fois ce sont les Rangers qui s'imposèrent, éliminant des Islanders pourtant archi-favoris en 6 matchs et gagnant leur ticket pour disputer la Coupe Stanley. Ces joutes mémorables ont donné aux Islanders la réputation d'être une équipe rude en séries malgré des saisons régulières terminées souvent aux premières places de la ligue.
Les deux équipes se sont également rencontrées en séries chaque année entre 1981 et 1984. Les Islanders ont gagné à chaque fois sur des marques de 4 matchs à 0, 4 à 2, 4 à 2, et 3 à 2, participant à quatre finales et remportant trois Coupe Stanley. 
Avec leur victoire en 1980, les Islanders ont donc remporté le championnat à quatre reprises et participé à cinq finales. 
La confrontation en série de 1984 a été tellement disputée qu'on l'a surnommé « la bataille de New York ».
Dans les années 1990, les équipes se sont rencontrées par deux fois avec une première victoire des Rangers en 1990 4 matchs à 1 puis un balayage (4 à 0) en 1994, sur le parcours les conduisant à leur première Coupe Stanley depuis 1940.
La rivalité entre les deux franchises a perdu de son intensité comparé au début des années 1980, aucune des deux équipes ne parvenant à passer le premier tour des séries après 1997, toutes deux ratent souvent le droit de participer aux séries. Cependant, si cette rivalité a perdu de sa superbe aux yeux des médias sportifs, les fans des deux camps continuent d'alimenter le feu. Chacune des communautés de supporters se déplace en « territoire ennemi » pour les matchs, il est fréquent que de véritables concours de chants voire des bagarres éclatent dans les tribunes.
Les supporters continuent de se provoquer même quand les équipes ne sont pas sur la glace. À chaque match chez les Rangers on peut entendre « Potvin craint ! » en référence au fameux joueur des Islanders membre du temple de la renommée alors que celui-ci ne joue plus depuis 18 ans ! Les supporters des Islanders chantent toujours « les Rangers ne valent rien » sur l'air de la « chicken dance » (la danse des canards en français). 
Une célèbre empoignade eut lieu durant un match opposant les Islanders au Flyers de Philadelphie en 2003. Ce qui n'était au départ qu'une simple attraction a tourné en bagarre sur la glace du Nassau Coliseum entre des supporters des Islanders et des Rangers qui portaient à ce moment des costumes de Père Noël. Quand les derbys se jouent au Nassau Coliseum, les supporters des Rangers disent se rendre dans leur résidence secondaire ou leur jardin à l'est car ils représentent parfois jusqu'à 50 % du nombre de spectateurs.
En 2009, les deux équipes se retrouvent à égalité de victoires et de défaites (y compris les défaites en prolongation et en fusillade). 100 matchs gagnés et 100 matchs perdus de chaque côté et 19 match nul. En séries les Islanders ont l'avantage avec un score de 20 victoires contre 19 pour les Rangers, ils ont par ailleurs remporté 5 des 8 séries entre les deux équipes en séries.
Depuis 2001, le trophée Pat Lafontaine récompense l'équipe ayant gagné le plus de derby au cours de la saison régulière. LaFontaine a marqué l'histoire des 3 franchises de l'État de New York, les Islanders de 1983 à 1991, les Sabres de Buffalo de 1991 à 1997 et les Rangers de 1997 à 1998.

## Rivalité entre Blues et Blackhawks
Tout comme la rivalité que l'on retrouve dans le monde du baseball entre les Cardinals de Saint-Louis et les Cubs de Chicago, les Blues de Saint-Louis et les Blackhawks de Chicago cultivent une haine intense l'un envers l'autre. Séparées par 500 kilomètres et ayant déjà partagé le même propriétaire, Arthur Wirtz, qui avait investi dans la St. Louis Arena, les deux équipes se côtoient dans la même division depuis 1970 : dans la division de l'Ouest entre 1970 et 1974, la division Smythe entre 1974 e 1981, la division Norris de 1981 à 1993 et la division centrale de 1993 à aujourd'hui. Au début des années 1990, leurs confrontations étaient enlevées, alors que les deux équipes comptaient dans leur rang des joueurs étoiles, tels Dirk Graham, Chris Chelios ou Ed Belfour chez les Hawks et Brett Hull, Adam Oates ou Curtis Joseph chez les Blues. Les Hawks et les Blues avaient également en commun d'évoluer dans de vieux amphithéâtres : le St. Louis Arena et le Chicago Stadium, considérés comme deux des plus animés de la ligue.
Le moment le plus intense de la rivalité entre les Blues et les Hawks fut certainement la demi finale de la division Norris en 1993. Chicago avait remporté la division assez facilement en saison régulière mais a été balayé (4 à 0) par Saint Louis en séries éliminatoires qui remporta le quatrième match déjà décisif sur un but en prolongation. Ed Belfour, gardien des Hawks, déclara avoir été provoqué par l'ailier adverse Brett Hull ; il a causé quelques milliers de dollars de dégât dans les vestiaires visiteurs de la patinoire des Blues en cassant une machine à café, une télévision parmi d'autres objets. À partir de ce jour, Belfour refuse de rejouer à St Louis en match de saison régulière. Une seule exception en 1999 quand il remplaça Roman Turek pour les Stars de Dallas pendant la 3e période d'un match serré, les deux équipes étaient à égalité 4 à 4 et Turek avait encaissé 4 buts d'affilée. Quand il a été reconnu patinant sur la glace du Scottrade Center, la foule l'accueillit par le chant « Bellll-foooour », entonné pour la première fois lors de la série de 93.
Alors que les Hawks ont eu une longue période d'insuccès sous les ordres de Craig Hartsburg, Dirk Graham et Bob Pulford, manquant les séries ces dernières années, Les Blues ont réussi à accéder aux phases de séries 25 années consécutives (cette série s'est achevée lors de la saison 2005/06). Les deux équipes se sont affrontées en quart de finale de la conférence Ouest en 2002. 
Les Blues se sont imposés 4 victoires à 1.

## Bataille de l'Alberta
La Bataille de l'Alberta est la grosse rivalité entre les Oilers d'Edmonton et les Flames de Calgary, en Ligue nationale de hockey (LNH). Ces 2 équipes sont basées dans les 2 plus grandes villes de la province de l'Alberta : Edmonton et Calgary.
Les Oilers rejoignent la LNH en 1979 en tant qu'ancienne équipe de la World Hockey Association, rapidement suivis par les Flames d'Atlanta, déménageant à Calgary en 1980. Cela met brutalement au centre des débats la question de « qui sera la meilleure équipe professionnelle de Hockey en Alberta ». Les Flames s'illustrent en premier, en atteignant la Finale de Conférence de la Coupe Stanley pour leur première saison. Mais les Oilers ne tardèrent pas à faire la Une des Journaux grâce à leur star montante, Wayne Gretzky. Ce sont donc les Oilers qui finirent Champions en premier, construisant une véritable dynastie avec des joueurs (devenus des légendes du hockey) comme Grant Fuhr, Paul Coffey, et Mark Messier.
Edmonton a battu Calgary en séries éliminatoires  durant les saisons 1982-1983, 1983-1984, 1987-1988, et 1990-1991, gagnant la Coupe Stanley en 1984, 1985, 1987, 1988, et 1990. Calgary interrompt la belle série d'Edmonton (en liste pour le triplé) en les battant durant les séries éliminatoires de 1986. Les Flames ont surpris les Oilers en emmenant les champions en titre au 7e match, durant lequel Steve Smith a accidentellement dévié la rondelle dans son propre filet, scellant ainsi le sort de son équipe. Quand les Oilers remportèrent de nouveau le Championnat, Wayne Gretzky prit la coupe en premier avant de la passer à Smith.
Les Flames ont également gagné la Coupe Stanley en 1989, avec dans l'effectif Lanny McDonald, Doug Gilmour et Mike Vernon, mais ils n'ont pas affrontés les Oilers, éliminés par les Kings de Los Angeles. La dernière rencontre en séries entre les 2 équipes remonte à 1991, rencontre souvent citée comme étant une des plus excitantes de tous les temps.
Avec une mauvaise gestion du budget durant les années 1990, la rivalité entre les 2 équipes s'est adoucie, celles-ci étant sous les feux de la rampe à cause de leur désastreuse situation financière et les experts prédisant une disparition de toutes les équipes de LNH Canadiennes - mis à part les Maple Leafs de Toronto. La passion du hockey, initiée grâce à la saga canadienne en séries éliminatoires durant les années 80 va un peu s'essouffler et ne resurgir que pour quelques matchs de saison régulière.
À la suite de la qualification en finale de la Coupe Stanley des Flames en 2004 et des Oilers en 2006, la Bataille de l'Alberta est revenue à son plus haut niveau.
Comme les deux cités sont rivales sur bien des plans, et non pas seulement en sports, le label Bataille de l'Alberta est utilisé dans différents domaines, le plus notable étant la rivalité en Ligue canadienne de football entre les Eskimos d'Edmonton et les Stampeders de Calgary.

## Bataille de l'Ontario
La rivalité entre les Sénateurs d'Ottawa et les Maple Leafs de Toronto est populaire et refait régulièrement surfaces lors des séries éliminatoires, puisque les deux équipes sont dans la même division et s'y rencontrent souvent. On y fait souvent référence comme étant la Bataille de l'Ontario. Les raisons principales de cette rivalité réside dans le fait que l'importance des deux villes au Canada est vital : Ottawa est la capitale nationale tandis que Toronto en est la plus grande ville (ainsi que la capitale provinciale de l'Ontario).
Les Sénateurs font leur entrée dans la ligue durant la saison 1991-1992 de la LNH, mais la rivalité entre les deux équipes ne fit surface qu'à la fin des années 90. De 1992 à 1998, Toronto est dans la Conférence Ouest alors qu'Ottawa se trouve dans la Conférence Est, ce qui implique que les deux équipes n'eurent que peu d'occasions de se mesurer. Avant le début de la saison 1998-1999, les conférences et divisions ont été réarrangées, Toronto se retrouvant déplacé dans la Division Nord-Est de la Conférence Est aux côtés d'Ottawa, Montréal, Buffalo et Boston. En 1999, l'un et l'autre sont des équipes leaders de leur division, se disputant le titre de division d'une année sur l'autre. Les anglophones de l'Est Canadien trouvèrent alors une équipe autre que Toronto à supporter, et se prirent de passion pour Ottawa. D'une manière similaire, beaucoup de Franco-Canadiens souhaitant se distinguer « des équipes Québécoise » adoptèrent les Sens comme leur équipe. Ce qui rend cette rivalité si intense est dû au fait que tous les fans des Maple Leafs de la région d'Ottawa ne sont pas devenus fan des Sens pour autant. Ce qui amena à ce qu'un certain nombre de fans des Leafs assistent aux rencontres entre les deux équipes à Ottawa.
En 2000, les équipes se rencontrent pour la première fois en éliminatoire, les Maple Leafs se débarrassant des Sens en six matchs. Certains fans des Leafs virent cela comme une revanche, Marián Hossa des Sens ayant accidentellement blessé Bryan Berard des Leafs à l'œil durant la saison régulière. La saison suivante, les deux équipes se rencontrent à nouveau alors que les Sénateurs sont classés 2e de la Conférence Est et les Maple Leafs 7e. Alors que l'on s'attendait à ce que les Sénateurs défirent les Maple Leafs, plus particulièrement pour les avoir balayé durant leurs rencontres en saison régulière, les Leafs balayèrent la série de manière surprenante ; Ottawa n'ayant pas réussi à marquer un seul but jusqu'à la minute 16:51 de la troisième période du troisième match. C'est à la suite de cela que la rivalité prit réellement de l'ampleur, tout spécialement dans l'œil des fans d'Ottawa. En 2002, les équipes se retrouvent face à face en séries pour la troisième année consécutive. Les deux équipes sont alors jugées équivalente, et les Maple Leafs, bien que manquant de plusieurs joueurs clés, gagnèrent le second tour des séries en 7 matchs pour atteindre la finale de conférence.
En 2004, la rivalité atteint son apogée lorsque Darcy Tucker s'attaqua à Chris Neil qui était assis sur le banc. Neil frappa Tucker à son tour, Tucker attaqua ensuite Shane Hnidy mais Hnidy commença à cogner Tucker également. Il en résulta que plusieurs joueurs échangèrent des coups avant un retour au calme. Tucker, Neil et Hnidy reçurent tous une pénalité majeures pour bagarre et une pénalité de méconduite. Après le match, Tucker déclara que Neil lui avait craché dessus, une accusation nié par Neil. Le Conseil de la LNH enquêta sur l'affaire et conclut que Neil n'avait pas fait cela. L'exaspération gagnant et restant 83 secondes de jeu, lorsque Tie Domi des Leafs s'en prît à Magnus Arvedson par derrière et lui donna plusieurs coups de poing sans raison. Domi reçu des pénalités mineures pour brutalité pour avoir été instigateur, une pénalité majeure pour bagarre, une méconduite et une méconduite pour le match. Arvedson quant à lui ne reçu aucune pénalité. Les suspensions furent annoncées quelques heures après que Tucker et Domi se présentèrent au quartier général de la LNH à Toronto pour audition. Tucker a été suspendu pour cinq match, sans paye, et il a été très clair à la suite de l'audition que Neil n'a jamais craché sur le banc de Toronto. Tie Domi a été suspendu pour trois matchs, sans paye. Un total de 163 minutes de pénalités ont été appelées durant le match.
Ottawa et Toronto se rencontrèrent en séries pour la quatrième fois en cinq ans. Et comme les fois précédents, les Leafs gagnèrent en 7 matchs, mais plusieurs observateurs remarquèrent qu'Ottawa joua beaucoup mieux que Toronto, et expliquèrent la victoire de Toronto par les performances exceptionnels de leur gardien, Ed Belfour.
En 2005-2006, les deux équipes faillirent se rencontrer à nouveau mais les Leafs ratèrent les séries éliminatoires pour deux points, tandis que les Sénateurs s'octroyait la première place de la conférence Est. Les Sénateurs dominèrent très largement lors de la saison régulière en gagnant 7 des 8 matchs (incluant trois victoires par 8-0, 8-2, et 7-0).

## Rivalité entre Red Wings et Avalanche
La  rivalité entre l'Avalanche du Colorado et les Red Wings de Détroit, existait bien avant que Denver ait une franchise de la ligue nationale. En effet, celle-ci est née de la confrontation entre les Nordiques de Québec et les Red Wings bien qu'elle soit moins importante qu'aujourd'hui.

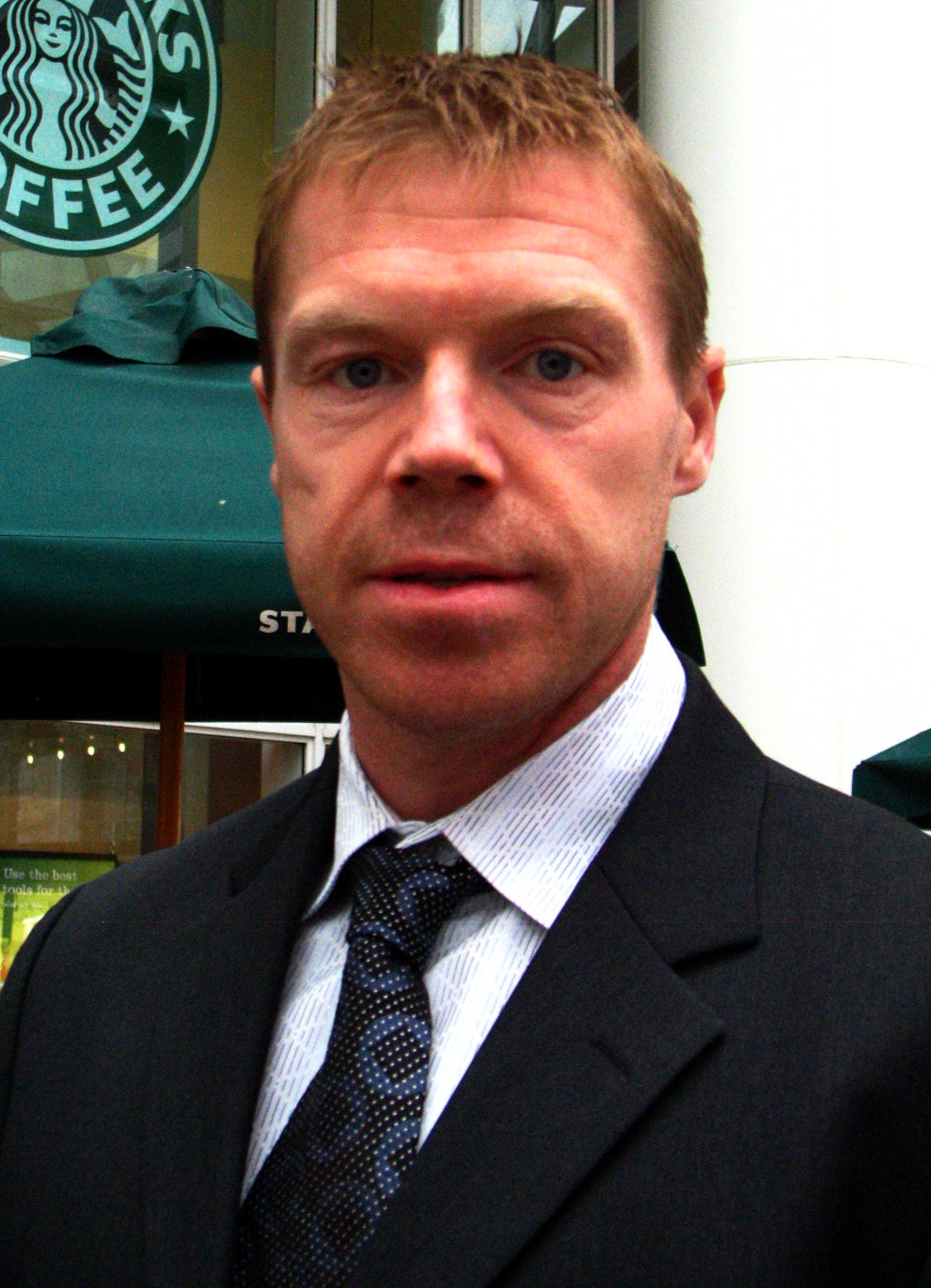
Kris Draper, héros malheureux, en 1996, de la rivalité entre Détroit et Colorado.

Une fois les Nordiques déplacés à Denver, elle subsistait. En route pour remporter leur Coupe Stanley en 1996, l'Avalanche a fait face aux Red Wings dans la finale de conférence. 
En 1996, lors du 6e match, Claude Lemieux assena un violent coup de crosse à Kris Draper contre la rambarde, blessant grièvement l'attaquant des Wings. Draper eut la mâchoire cassée, le nez fracturé et l'os orbital fracassé. Les blessures de Draper étaient assez sérieuses pour exiger la chirurgie réparatrice. Les joueurs des Wings ont été choqués par cette attitude. Joueur des Wings, Dino Ciccarelli affirma qu'il ne pouvait pas croire d'avoir serré, un jour, la main de Lemieux. À l'issue de la rencontre, Lemieux tenta de se justifier en déclarant qu'il n'avait pas agi volontairement. Scotty Bowman, alors entraîneur des Red Wings, s'en prit aussi à Lemieux. Les coéquipiers de Lemieux tentaient aussi de prendre sa défense. Les confrontations entre l'Avalanche et les Red Wings n'allaient plus être aussi neutres qu'avant.
Bien que les deux équipes aient joué sans incident notable lors de la saison régulière suivante, leur confrontation lors des séries éliminatoires 1997 allait provoquer, le 26 mars, l'une des bagarres les plus violentes et les plus longues de l'histoire du hockey moderne, la fameuse bagarre du hockeytown. Kirk Maltby, René Corbet, Brent Severyn et Jamie Pushor ont été impliqués dans des altercations lors de la première période, augmentant ainsi la tension entre les deux équipes.
Après que Peter Forsberg et Igor Larionov soient entrés en collision, une bagarre éclata. Lemieux et Darren McCarty en viennent  aux mains. Par la suite, plusieurs joueurs participent à cette bagarre, dont Patrick Roy et Mike Vernon, les deux gardiens de but. Après de nombreuses minutes de combat, le match allait reprendre sur glace maculée de sang.
Les matchs entre les deux équipes vont souvent être le lieu de nombreuses bagarres. Lors de la saison 1997-1998, sur la glace du Joe Louis Arena, Patrick Roy et Chris Osgood se battent, de même que McCarty et Lemieux. Il en découla nombre pénalités et matchs de suspensions.
Lors des saisons récentes, l'animosité s'est apaisée grandement, beaucoup de joueurs clé sur les deux équipes ayant pris leur retraite, ou été transférés. Pourtant en 2002, Dominik Hašek et Patrick Roy ont récidivé et en 2008, Ian Laperrière blesse Lidström sur une mise en échec, une bagarre avec Aaron Downey éclata.

## Rivalités historiques

### La Bataille du Québec (Rivalité Canadiens et Nordiques)
La bataille de Québec est une ancienne rivalité de la Ligue nationale de hockey (LNH) entre les Canadiens de Montréal et les Nordiques de Québec. La rivalité a duré de 1979 à 1995. Les équipes se sont affrontées cinq fois lors des séries éliminatoires de la LNH et les Canadiens ont remporté trois victoires. Une rencontre, en 1984, a abouti à la Bataille du Vendredi saint, une partie dans lequel plusieurs bagarres ont eu lieu. La bataille de Québec s'est étendue à la politique, dans laquelle les Canadiens et les Nordiques sont devenus le symbole des partis rivaux et de la distribution de la bière, les deux équipes appartenant à des brasseries concurrentes.

#### Origines
Les villes de Montréal et de Québec  ont toujours eu, entre elles, une rivalité historique à plusieurs points de vue. Le club de hockey Les Nordiques ont commencé à jouer en 1972, au sein de l’Association mondiale de hockey (AMH). Dans le cadre du raid de la nouvelle ligue contre les joueurs talentueux de la LNH, l'équipe a signé un contrat de cinq ans avec le défenseur des Canadiens, J. C. Tremblay. Le Québec a également embauché les anciens joueurs montréalais Maurice Richard et Jacques Plante en tant qu'entraîneurs-chefs. La rivalité entre les Canadiens et les Nordiques a débuté au cours de la saison 1979-1980, lorsque les Nordiques sont devenues l’une des quatre anciennes équipes de la AMH à se joindre à la LNH dans le cadre de la fusion LNH-AMH. Les Canadiens étaient à l’origine une des cinq équipes à voter contre la fusion. Toutefois, le propriétaire des Canadiens, la Brasserie Molson, craignait que les villes canadiennes dans lesquelles des équipes de la AMH soient impliquées dans le contrat boycottent la marque, et l'équipe a soutenu la fusion lors d'un vote ultérieur. Au début, les équipes ont été placées dans différentes divisions ; Montréal appartenait à la division Norris, alors que le Québec se voyait attribuer une place dans la division Adams.

#### Évolution
Malgré la présence de quelques bons joueurs, les Nordiques connurent des débuts difficiles, mais l'arrivée des frères Peter, Anton et Marián Šťastný changea le visage des Nordiques du tout au tout, et l'affrontement entre les deux en séries éliminatoires en 1982 marqua vraiment le début de la rivalité proprement dite. La victoire surprise en cinq parties grâce à un but de Dale Hunter asséna un violent coup aux Canadiens et ses partisans. Les Nordiques venaient d'imposer le respect et de s'établir comme un club de premier plan. Les familles et la province déjà partagées entre la formation montréalaise et celle de la capitale, se clivèrent franchement en deux clans, hostiles l'un envers l'autre.

##### Bataille du Vendredi Saint
Les deux clubs se rencontreront encore quatre fois en séries au cours de l'histoire des Nordiques, et la rivalité atteint son paroxysme en 1984, lors d'un vendredi tristement célèbre. C'était le 20 avril, un Vendredi saint, au cours duquel les deux clubs disputent le sixième match de la série les mettant aux prises, match que les Nordiques entament en faisant face à l'élimination. Les entraîneurs Jacques Lemaire et Michel Bergeron, de même que plusieurs joueurs de chaque côté, se lançaient des invectives depuis quelques jours déjà par le biais des médias — la guerre de mots se propage même à certains journalistes eux-mêmes, qui n'hésitent pas à y donner du leur, chacun prêchant pour l'équipe de la ville où leur quotidien est basé. Québec menait par un but au bout d'une période, et en deuxième, le fougueux Dale Hunter met le feu aux poudres. D'abord, il entre en collision avec le gardien Steve Penney des Canadiens à la suite d'un arrêt de ce dernier, ce qui entraîna une première escarmouche. Hunter est expulsé pour deux minutes ; dès son retour sur la glace, il récidive. Seconde mêlée. Une bagarre éclate entre Craig Ludwig et Anton Šťastný. Lorsque la sirène marquant la fin de la période retentit, une escarmouche d'abord anodine entre Hunter et Guy Carbonneau dégénéra rapidement lorsque les deux bancs se vidèrent pour une bagarre générale. Les ardeurs furent cependant refroidies par le coup sournois de Louis Sleigher des Nordiques à l'endroit de Jean Hamel du Canadien, qui ne rejoua plus jamais au hockey par la suite. Les deux clubs retournent finalement au vestiaire, mais le pire reste encore à venir.
En début de troisième période, on a l'impression que tout est rentré dans l'ordre alors que l'arbitre, Bruce Hood, annonce la longue liste des pénalités aux deux capitaines. Cependant, personne n'a fourni aux deux clans la liste des joueurs ayant été expulsés du match du fait des hostilités. Ces joueurs ignoraient donc qu'ils n'avaient pas le droit de se présenter sur la glace et ils relancèrent le bal alors que l'annonceur-maison nommait leurs noms. Ce nouvel affrontement dura une vingtaine de minutes, au cours duquel les joueurs se pourchassaient sur la glace et se battaient avec une violence inouïe. À peine croyait-on le calme revenu que dans un autre coin de la patinoire cela recommençait. Lorsque le tout cessa finalement, les Nordiques se retrouvaient privés de Hunter, Slegher, Peter Šťastný, Wally Weir et Clint Malarchuk, tous expulsés ; du côté montréalais, c'est Chris Nilan, Mark Hunter (frère de Dale), Mario Tremblay, Mike McPhee et Richard Sévigny qui sont expulsés pour le reste de la rencontre. Il s'ensuivit enfin du hockey, et si Québec augmenta son avance avec un but de Michel Goulet, le Tricolore répliqua avec deux buts de Steve Shutt, et un pour Rick Green, John Chabot et Guy Carbonneau, pour finalement gagner 5 à 3 pour éliminer les Nordiques.

#### L'après Vendredi Saint et fin de la rivalité
L'année suivante, les Nordiques obtiennent leur revanche, alors que Peter Šťastný marque le but gagnant au terme du septième match opposant les deux camps, éliminant ainsi le CH. Puis au cours des séries de 1987, les Nordiques ont une chance en or de refaire le même coup aux rouges, mais Alain Côté se voit refuser ce qui aurait été le but gagnant - ce but est encore controversé aujourd'hui et il alimente bien des discussions.
Par la suite, les Nordiques connurent des jours plus difficiles, qui eurent pour conséquence de diminuer l'animosité et de faire retomber un peu la poussière sur cette guerre entre les deux clubs, ainsi qu'entre les nombreux amateurs de hockey québécois. Lorsqu'en 1993 les Nordiques montrent de nouveau des signes positifs avec les Joe Sakic, Mats Sundin, Owen Nolan et compagnie, la flamme se raviva, alors que les deux clubs en venaient aux prises en quarts-de-finale de Conférence. Les Nordiques, favoris, remportèrent les deux premiers matchs, mais Patrick Roy offrit de brillantes performances par la suite et causa la surprise en éliminant non seulement les bleus, mais avec ses 11 victoires d'affilée, dont 10 en prolongation, il conduit ses Canadiens à la Coupe Stanley.
La page d'histoire est tournée le 26 avril 1995, avec le tout dernier match entre les deux clans, qui se termine par un résultat nul de 1-1. Quelques jours plus tard, le 25 mai 1995, le club des Nordiques de Québec est vendu au coût de 75 millions de dollars américains à COMSAT Communications de Washington, qui décide de déménager la concession des Nordiques à Denver au Colorado. Depuis, de nombreuses tentatives de ramener le hockey de la LNH à Québec ont eu lieu, jusqu'ici sans succÈs.

#### Personnalités liées à la rivalité
Plusieurs personnalités-clés, ont été impliqués dans la rivalité et sont mentionnées ci-haut. De cette histoire. 37 personnes ont été impliqués dans les deux équipes à différentes époques et ce sous différents rôles.  Ces personnes ont été présentes soit durant la période AMH, LNH des Nordiques ou soit dans la période post-LNH des Nordiques avec les Canadiens.
- Pré-Rivalité
  - Alain Caron 
  - André Boudrias
  - Christian Bordeleau
  - Dale Hoganson
  - Danny Geoffrion
  - Dave Balon
  - Jacques Plante 
  - Jean-Claude Tremblay
  - Jean-Guy Gendron
  - John Van Boxmeer
  - Marc Tardif
  - Maurice Richard
  - Michel Plasse
  - Réjean Houle

- Rivalité
  - Alain Côté
  - André Savard
  - Andreï Kovalenko
  - Bryan Fogarty
  - Charles Thiffault
  - Gilbert Delorme
  - Guy Lafleur
  - Guy Lapointe
  - Jacques Demers
  - Jacques Martin 
  - Jean Hamel
  - Jean Perron 
  - John Kordic
  - Lucien Deblois
  - Richard Sévigny
  - Robert Picard
  - Ron Tugnutt
  - Stéphane Fiset
  - Sylvain Lefebvre

- Post-Rivalité
  - Bill Lindsay
  - Claude Julien 
  - Clément Jodoin
  - Jocelyn Thibault
  - Martin Rucinsky

#### Statistiques de la rivalité
Les Canadiens et les Nordiques s'affrontent dans 169 parties entre 1979 et 1995. Ces parties incluent celles d'avant-saison, de la saison régulière et des séries éliminatoires. 
- Avant-saison

Les deux équipes s'affrontent pour 25 parties hors-concours d'avant-saison entre 1983 et 1995. Durant les 4 premières saisons des Nordiques, il n'y avait pas de matchs hors-concours entre les deux équipes. Les Canadiens ont une fiche victorieuse de 16 victoires et de 9 défaites. Un match de 1983 a été joué à Trois-Rivières
- Saison régulière

Les deux équipes s'affrontent pour 113 parties de saison. 4 affrontement pour chacune des deux premières saisons des Nordiques. 8 affrontements pour les saisons 1981-1982 à 1991-1992. 7 affrontements pour la saison 1992-1993, 6 affrontements pour la saison 1993-1994 et 4 pour la saison écourtée de 1994-1995. Les Canadiens ont une fiche victorieuse de 62 victoires, 39 défaites et 12 parties nulles. Un match a été joué le 5 janvier 1994 à Phoenix en Arizona. 
- Séries éliminatoires

Les deux équipes s'affrontent pour 31 parties des séries. Les Canadiens ont une fiche victorieuse de 17 victoires contre 14 défaites. Les Canadiens et les Nordiques se sont affrontés en 1982, 1984, 1985, 1987 et 1993. Montréal remportera les séries de 1984, 1987 et de 1993. Québec les deux autres éditions.